# 푸라노스

β-D-프럭토푸라노스

푸라노스(영어: furanose) 또는 퓨라노스는 네 개의 탄소 원자와 한 개의 산소 원자로 구성된 5원자 고리 화학 구조를 가진 탄수화물을 총칭한다. 산소가 있는 헤테로 고리화합물인 푸란과 닮아서 푸라노스라고 하는데, 푸라노스 고리에는 이중 결합이 없다.

## 구조적 특성

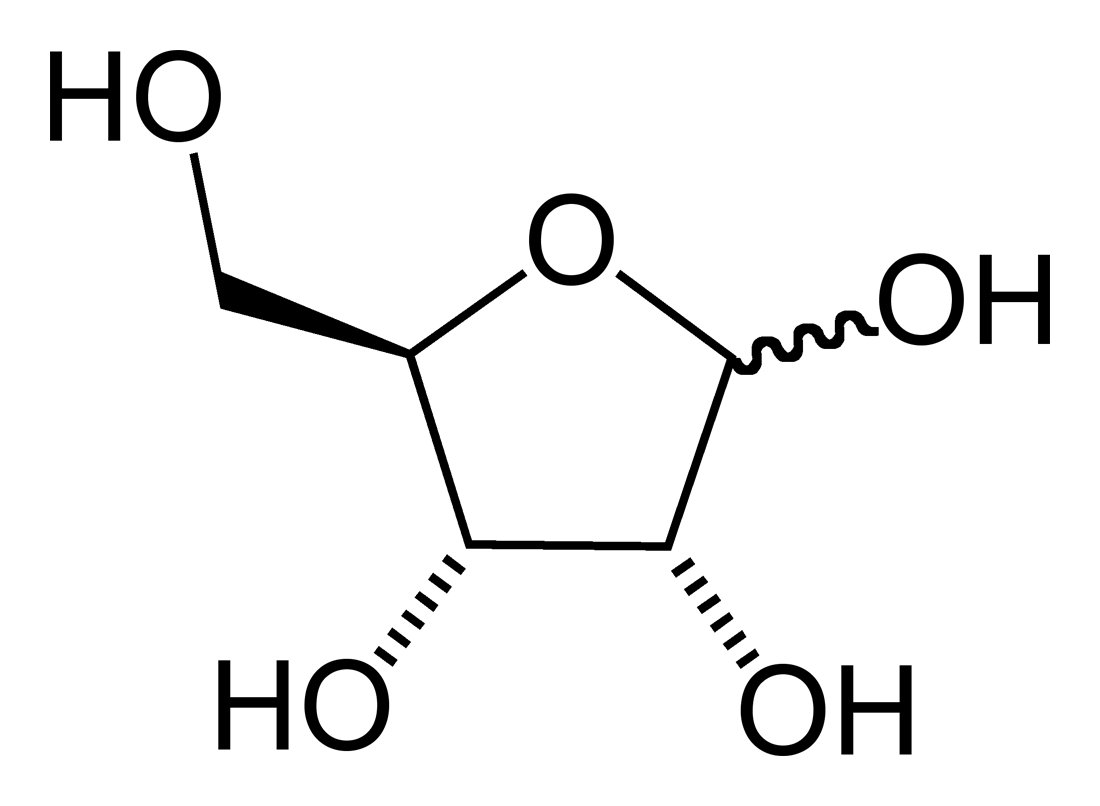
푸라노스 형태를 한 리보스의 화학 구조. α-리보푸라노스와 β-리보푸라노스가 상호전환하기 때문에 결합을 물결선으로 표시한다.

푸라노스 고리는 알도펜토스의 고리형 헤미아세탈 또는 케토헥소스의 고리형 헤미케탈이다.
푸라노스 고리 구조는 산소의 오른쪽에 아노머 탄소가 있는 네 개의 탄소 원자와 한 개의 산소 원자로 구성된다. 가장 높은 번호가 매겨진 키랄 탄소(일반적으로 하워드 투시식에서 산소의 왼쪽)가 D-입체배치 구조를 가질지, L-입체배치 구조를 가질지를 결정한다. L-입체배치 푸라노스에서 가장 높은 번호의 키랄 탄소 상의 치환기가 평면의 아래로 향하게 되고, D-입체배치 푸라노스에서는 가장 높은 번호의 키랄 탄소가 위로 향하게 된다.
푸라노스 고리는 아노머 탄소의 하이드록시기가 가리키는 방향에 따라 α 또는 β 입체배치를 가지게 된다. D형 푸라노스에서 α아노머는 하이드록시기가 아래로 향하고, β아노머는 하이드록시기가 위로 향한다. L형 푸라노스에서는 D형 푸라노스의 경우와 반대이다. 일반적으로 아노머 탄소는 수용액에서 변광회전을 통해 상호변환되고, α와 β아노머의 평형혼합물을 형성한다.

## 같이 보기
- 피라노스